# Панков, Дмитрий Николаевич
Дми́трий Никола́евич Панко́в (бел. Дзмітрый Мікалаевіч Панкоў; 29 октября 1974, Минск, СССР) — белорусский хоккеист, нападающий, Заслуженный мастер спорта Республики Беларусь (2002). Младший брат хоккеиста Василия Панкова.

## Карьера
Воспитанник минской хоккейной школы «Юность», тренера Эдварда Милушева.
Участник Олимпийских игр 2002 года в Солт-Лейк-Сити.
Участник чемпионатов мира
1993 (кв. к группе «C»), 1994 (группа «C»), 1997 (группа «B»), 1998, 1999, 2000, 2001, 2002, 2003
За национальную сборную Беларуси выступал с 1992 по 2005 год. Провёл 113 матчей, набрал 64 (31+33) бомбардирских балла, заработал 163 минуты штрафного времени.
В чемпионатах МХЛ/России провёл 433 матча, набрал 157 (84+73) бомбардирских баллов, получил 224 минуты штрафного времени Участник финального турнира Евролиги 1998 года.

## Достижения
- Чемпион Беларуси 1993, 1994.
- Бронзовый призёр чемпионата России 1998, 1999.
- Третий призёр Большого приза Санкт-Петербурга 1993.

## Интересные факты
Дмитрий Панков ― участник первого официального матча национальной сборной Беларуси по хоккею.